# Ralf Haub
Ralf Haub (* 26. Juli 1964) ist ein ehemaliger deutscher Fußballspieler und heutiger -trainer.

## Laufbahn
Mit der SpVgg Bad Homburg erreichte der Stürmer in der Saison 1986/87 den ersten Platz in der Landesliga Hessen Süd und den damit verbundenen Aufstieg in die höchste deutsche Amateurklasse, die Oberliga Hessen. Bundesligist Eintracht Frankfurt wurde auf den jungen Offensivspieler aufmerksam und verpflichtete ihn für die Folgesaison. Neben Mitspielern wie Charly Körbel und Manfred Binz debütierte Ralf Haub in der Fußball-Bundesliga am 14. August 1987 (3. Spieltag) bei der 0:3-Niederlage der Eintracht gegen Bayer 05 Uerdingen. Im weiteren Verlauf der Saison kam er unter Trainer Karl-Heinz Feldkamp jedoch nur noch zu vier Kurzeinsätzen in der Liga sowie einem DFB-Pokaleinsatz. Haub kehrte Frankfurt den Rücken und schloss sich zur Saison 1988/89 dem Zweitliga-Aufsteiger Viktoria Aschaffenburg an. Dort avancierte er zum Torjäger (36 Spiele, 16 Tore) und landete am Ende der Spielzeit auf dem dritten Platz der Torschützenliste der 2. Liga. Trotz seiner Treffsicherheit und der guten Heimbilanz des Teams von 27:11 Punkten konnte der Klassenerhalt nicht gesichert werden. Durch völlig ungenügende 7:31 Auswärtszähler rutschte die Viktoria am 18. Juni 1989 nach der 1:2-Abschlussniederlage bei Wattenscheid 09 noch auf die Abstiegsränge und trat damit wieder den Weg in das Amateurlager an. Nach dem Abstieg in die Oberliga Hessen blieb Ralf Haub 1989/90 zunächst noch in Aschaffenburg, wechselte jedoch im Frühjahr 1990 zum Ligakonkurrenten Kickers Offenbach. Mit dem OFC belegte er am Ende der Spielzeit hinter dem KSV Hessen Kassel und Rot-Weiss Frankfurt den dritten Rang. Erneut entschied sich der Stürmer für einen Vereinswechsel und schloss sich zur Saison 1990/91 dem SC Preußen Münster an, für den er in der 2. Liga nochmals 19 Spiele bestritt und zwei Tore erzielte.
Nach dem Abstieg der Westfalen aus der 2. Liga kehrte Haub in seine hessische Heimat zurück. Dem kurzen Intermezzo bei Inter Oberursel folgte 1992 seine Rückkehr zur SpVgg Bad Homburg, 1993 ein Gastspiel beim FSV Frankfurt und 1994 das Engagement bei der SG Egelsbach in der Regionalliga Süd. Im Sommer 1995 schloss er sich erneut der bis in die Bezirksoberliga abgerutschten SpVgg aus Bad Homburg an und führte sie nach zwei Aufstiegen 1998 in die Oberliga zurück. Der Verein geriet in finanzielle Schwierigkeiten und musste Konkurs anmelden. Ralf Haub übernahm beim neugegründeten SC 99 Bad Homburg das Traineramt und erreichte drei weitere Meisterschaften. Bis ins Jahr 2008 war er für die später umbenannte SpVgg 05/99 Bad Homburg tätig. Es folgte eine kurze Trainertätigkeit beim Bad Homburger Stadtteilverein SG Ober-Erlenbach (Kreisoberliga Hochtaunus) bis Anfang 2010. Seit Januar 2010 steht Ralf Haub wieder im Trainerteam der SpVgg 05 Bad Homburg.